# Lise Østergaard
Anna Elisabeth "Lise" Østergaard, född 18 november 1924 i Odense, död 19 mars 1996 i Köpenhamn, var en dansk psykolog, politiker och minister.

## Uppväxt och akademisk karriär
Lise Østergaard var dotter till direktören Alfred Østergaard och Martha Kirstine Nielsen. Familjen var välbärgad och när Lise Østergaard var tolv år gammal flyttade familjen från Odense till Gentofte, en förstad till Köpenhamn. Efter att ha slutat skolan tillbringade hon ett år på en scoutskola i det lilla samhället Korinth på Fyn. Därefter började hon läsa in gymnasiekompetens vid Akademisk Kursus, en aftonskola på gymnasienivå riktad till vuxna, och tog examen 1944. Därefter studerade hon psykologi vid Köpenhamns universitet. I samband med detta förvägrades hon ekonomiskt bistånd av sin far och tog därför arbete som läkarsekreterare för att kunna finansiera sitt uppehälle under studierna. 1947 tog hon en kandidatexamen och flyttade till Sverige för att fortsätta sin utbildning och praktik inom det psykologiska fältet. Hon diplomerades från Ericastiftelsens påbyggnadsutbildning i klinisk barnpsykologi 1948. Hon arbetade samtidigt som klinisk barnpsykolog vid Norrtulls Barnsjukhus i Stockholm 1947–1949. Hon flyttade därefter tillbaka till Danmark och började arbeta vid det nu nedlagda Dronning Louises Børnehospital i ett år. Därefter gick hon över till den nyetablerade Köpenhamns universitets barnpsykologiska klinik och arbetade där fram till 1954. Efter att ha arbetat med barnpsykologi sedan sin examen 1947 gick hon 1954 över till vuxenpsykologi och bytte därmed arbetsplats till Rigshospitalets psykiatriska avdelning. Efter fyra år avancerade hon till chefspsykolog och kom att under ledning av professor Villars Lunn fördjupa sig vetenskapligt i den kliniska psykologin. Hon var även ledare för Dansk Psykologforenings efteruddannelseskursus i klinisk psykologi 1955–1960 och kom även att bli den första psykologen i Danmark som utbildade specialläkare i psykiatri. Hon var även gästföreläsare i både Sverige och Norge vid universiteten i Lund respektive Bergen.
Østergaard kom att skapa debatt bland psykiatriker med sin bok, Den psykologiske testmetode og dens relation til klinisk psykiatri, som utgavs 1961 och omfattade den kliniska psykologin och dess värde. Under sin tid på Rigshospitalet lade hon vikt vid att undersöka schizofrena patienter. Resultaten från hennes undersökningar publicerades i avhandlingen En psykologisk analyse af de formelle schizofrene tankeforstyrrelser 1962, och gjorde henne till den första kvinnliga psykologen med en doktorsexamen. Hennes avhandling kom dessutom att bli ett standardverk för diagnos och beskrivning av schizofreni. Hon fördjupade sin forskning på detta område genom ett samarbete med en forskargrupp vid National Institute of Mental Health i USA.
Under 1960-talet gick hon i lära hos överläkaren Thorkil Vanggaard och Dansk psykoanalytisk Selskab för att studera den klassiska psykoanalysen. Hon slutförde aldrig utbildningen och hon riktade kritik mot den freudianska psykoanalysen för bristande förnyelse och förmåga att ta sig an de aktuella samhällsproblemen. Istället blev hon vid Köpenhamns universitet landets första professor i klinisk psykologi och var som sådan aktiv i utvecklandet och institutionaliserandet av detta kunskapsfält, bland annat genom etablerandet av Studenterrådgivningsklinikken (1964–1968) och Institut for Klinisk Psykologi vid Köpenhamns universitet. Hon var även ledamot av Akademiet for de Tekniske Videnskaber från 1973 samt av konsistoriet vid Köpenhamns universitet (1975–1977). Hon kom under samma period att ge ut boken Testmetoden (1975). 
Hon gifte sig 1974 med direktören Gunnar Palle Rosendahl, född i Paamiut (da: Frederikshåb) på Grönland av danska föräldrar. Äktenskapet upplöstes dock 1982 och paret fick inga barn.

## Politisk karriär
Från 1960-talets slut började Østergaard etablera sig som samhällsdebattör. Hon deltog tillsammans med Bodil Koch i det återkommande radioprogrammet Spørgsmål om livet og døden. Hon utmärkte sig som icke-troende och blev därmed en motpol till Koch, som var teolog och tidigare kyrkominister. I samma program kom hon sedan att medverka tillsammans med teologen Karen Horsens.
När Østergaard tillträdde som minister utan portfölj (med särskilt ansvar för Danmarks biståndspolitik) 1977 i Anker Jørgensens andra regering hade hon ingen erfarenhet av partipolitiskt arbete. Hon var dock välbekant med de frågor som låg inom ramarna för hennes ministerpost, då hon bl.a. hade varit ordförande för Dansk Flygtningehjælp (1974–1977), ledamot i danska Unescorådet (1970–1973) samt ordförande för en av den danska regeringens utredningar kring barns livsvillkor (1975–1977). Som minister väckte hon uppmärksamhet då hon kritiserade västvärldens länders bristande biståndspolitik gentemot fattigare länder för att vara likt allmosor utan långsiktig effekt. Hon var även kritiskt inställd gentemot Nato.
Vid valet till Folketinget 1979 valdes hon in som kandidat för Gladsaxes valkrets. 1980 utsågs hon till ny kulturminister och minister för nordiskt samarbete efter föregångaren Niels Matthiasens död. Som sådan genomförde Østergaard bland annat en förnyad försöksordning för lokal radio- och TV-verksamhet med stöd från kommun och stat (1981), utvidgat statligt stöd till musik (1981) samt möjligheter för biblioteken att ta ut avgifter för verk av komponister och fotografer i bokform (1982). Samma år blev hon president för FN:s världskonferens för kvinnor i Köpenhamn och 1982 vice president för Unescos världskulturkonferens i Mexiko. Hon var folketingsledamot till valet 1984, då hon valde att inte kandidera. 
1984 återvände Østergaard till Köpenhamns universitet 1984. Hon fortsatte att engagera sig inom bland annat kvinnofrågor och biståndsfrågor. Hon var exempelvis redaktör för handboken Gender and Development och Undersøgelsesmetoder i klinisk psykologi, båda från 1992. 1987–1991 var hon ordförande för biståndsorganisationen CARE Danmark, från 1990 även vice president för CARE International och konsult för EU-kommissionen, WHO och DANIDA, innan hon pensionerades 1994.

## Övriga förtroendeposter
- Styrelsemedlem av Gyldendal (1972–?)
- Medlem av flera utskott under Planlægningsrådet for de højere uddannelser (1964–1971)
- Ledare av Landsforeningen for Mentalhygiejnes rådgivningsklinik i Köpenhamn (1959–1964)
- Styrelsemedlem av Dansk Psykologforening (1950–1954)

## Övrigt
- Skådespelaren Poul-Kristian Jensen medverkade 1980 i Cirkusrevyen, där han spelade kulturminister Lise Østergaard.[9]
- Lise Østergaard har mottagit Ingrid Jespersens Legat (1971) och Tagea Brandts Rejselegat (1973).[10]